# Cutaway

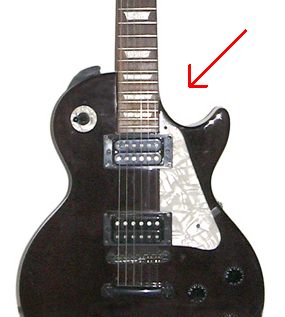
Výřez na elektrické kytaře

Cutaway je výřez v těle kytary pro levou ruku u hmatníku pro lepší pohyblivost a snadnější dohmat do výšek. Vyskytuje se jak u akustických nebo elektro-akustických tak i skoro u všech elektrických kytar, například u stratocasterů nebo telecasterů či Les Paulů. U historických modelů vintage kytar a mandolín bývá i umělecky vytvarován.